# Bobrowo (obwód kurski)
Bobrowo (ros. Боброво) – wieś (ros. село, trb. sieło) w zachodniej Rosji, w sielsowiecie bobrowskim rejonu rylskiego w obwodzie kurskim.

## Geografia
Miejscowość położona jest nad rzeką Ryło, 2 km od centrum administracyjnego sielsowietu bobrowskiego (Kuliga), 9,5 km od centrum administracyjnego rejonu (Rylsk), 115 km od Kurska.

## Demografia
W 2010 r. miejscowość zamieszkiwało 47 osób.